# ريتشارد غورلي درو
ريتشارد غورلي درو (بالإنجليزية: Richard Gurley Drew)‏ هو مخترِع وصحفي ومهندس أمريكي، ولد في 22 يونيو 1899 في سانت بول في الولايات المتحدة، وتوفي في 14 ديسمبر 1980 في سانتا باربارا في الولايات المتحدة.